# Myrmechusa kohli
Myrmechusa kohli – gatunek chrząszcza z rodziny kusakowatych i podrodziny Aleocharinae.
Gatunek ten został opisany w 1916 roku przez Ericha Wasmanna, który jako miejsce typowe wskazał St. Gabriel koło Kisangani.
Owad myrmekofilny, związany z mrówkami Dorylus (Anomma) molestus, D. (A.) ornatus i D. (A.) wilverthi.
Chrząszcz afrotropikalny, znany z Demokratycznej Republiki Konga i Zimbabwe.